# West Springfield, Massachusetts

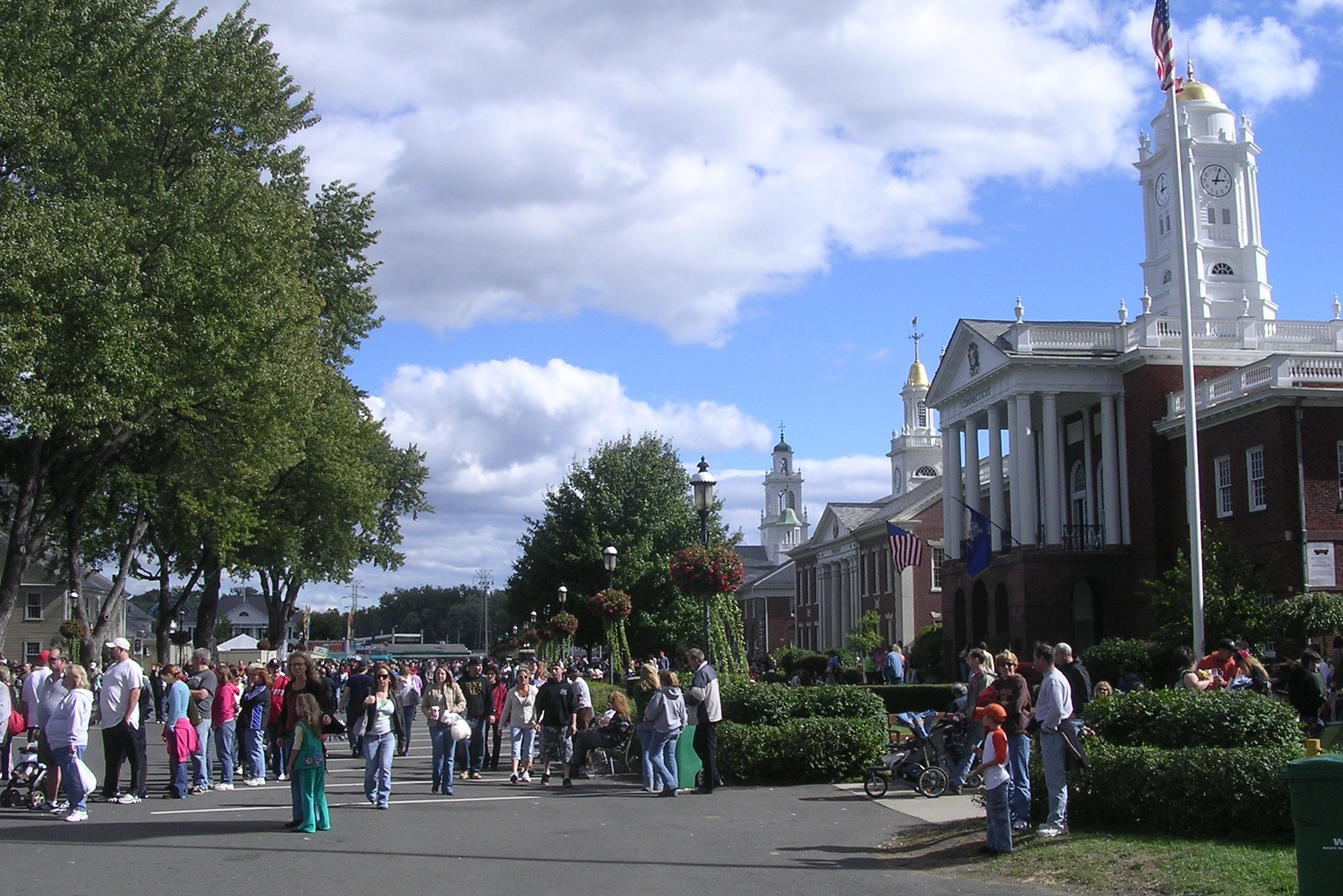

West Springfield, Massachusetts là một thành phố thuộc quận Hampden trong tiểu bang thịnh vượng chung Massachusetts, Hoa Kỳ. Thành phố có tổng diện tích km², trong đó diện tích đất là km². Theo điều tra dân số Hoa Kỳ năm 2010, thành phố có dân số 28.391 người.
West Springfield là một phần của khu vực thống kê đô thị Springfield, Massachusetts. Thành phố này còn được gọi là "West Side", trong thực tế là nó là ở phía tây của sông Connecticut từ Springfield, một thực tế đóng một vai trò quan trọng trong lịch sử sơ khai của thị trấn.